# Blakea rostrata
Blakea rostrata är en tvåhjärtbladig växtart som beskrevs av Berg och José Jéronimo Triana. Blakea rostrata ingår i släktet Blakea och familjen Melastomataceae. Inga underarter finns listade i Catalogue of Life.